# Міхал Травник
Міхал Травник (чеськ. Michal Trávník, нар. 17 травня 1994) — чеський футболіст, півзахисник клубу «Спарта» (Прага). На умовах оренди грає за клуб «Словацко».

## Клубна кар'єра
У дорослому футболі дебютував 2011 року виступами за команду клубу «Словацко», в якій провів чотири сезони, взявши участь у 55 матчах чемпіонату.
26 червня 2015 року підписав трирічний контракт з клубом «Яблонець». Станом на 2 вересня 2018 року відіграв за команду з Яблонця-над-Нісою 68 матчів в національному чемпіонаті.

## Виступи за збірні
2011 року дебютував у складі юнацької збірної Чехії, разом з якою взяв участь у юнацькому чемпіонаті світу у Мексиці. На турнірі він зіграв у всіх трьох матчах, втім збірна не вийшла з групи. Всього взяв участь у 29 іграх на юнацькому рівні, відзначившись 2 забитими голами.
Протягом 2013—2017 років залучався до складу молодіжної збірної Чехії. У її складі 2015 року взяв участь в домашньому молодіжному чемпіонаті Європи, де провів усі три матчі, але команда посіла лише 3-тє місце у групі і не вийшла у плей-оф. Через два роки Травник з «молодіжкою» взяв участь і в наступному молодіжному чемпіонаті Європи у Польщі. На турнірі він знову зіграв у всіх трьох матчах, а команда не подолала груповий етап. Втім, у поєдинку проти італійців Міхал забив гол.
На молодіжному рівні зіграв у 30 офіційних матчах, забив 3 голи.
23 березня 2018 року дебютував у складі національної збірної Чехії в товариському матчі проти збірної Уругваю (0:2), вийшовши на заміну на 76-й хвилині.
| Дата       | Місто          | Господарі | Результат | Гості | Турнір           | Голи | Примітки |
| ---------- | -------------- | --------- | --------- | ----- | ---------------- | ---- | -------- |
| 23-03-2018 | Наньнін        | Уругвай   | 2 – 0     | Чехія | товариський матч | -    | 76'      |
| 26-03-2018 | Наньнін        | КНР       | 1 – 4     | Чехія | товариський матч | -    | 79'      |
| 06-06-2018 | Швехат         | Нігерія   | 0 – 1     | Чехія | товариський матч | -    | 65'      |
| 10-09-2018 | Ростов-на-Дону | Росія     | 5 – 1     | Чехія | товариський матч | -    | 82'      |
| 15-11-2018 | Гданськ        | Польща    | 0 – 1     | Чехія | товариський матч | -    | 88'      |
| Усього     |                | Матчів    | 5         |       | Голів            | 0    |          |

## Титули і досягнення
- Володар Кубка Чехії (1):

«Спарта»: 2019-20